# 騎督
騎督，督率騎兵的軍官。最早見於王粲之《英雄记·胡轸》。呂布、韓莒子等人皆曾任此職。九品中位第五品。